# Felicity Jones
Felicity Jones, tên đầy đủ là Felicity Rose Hadley Jones (sinh ngày 19 tháng 1 năm 1984), là một nữ diễn viên người Anh. Cô bắt đầu sự nghiệp diễn xuất từ khi còn bé, với vai diễn đầu tiên ở tuổi 12 cho phim The Treasure Seekers (1996). Jones sau đó vào vai nhân vật Ethel Hallow trong phim truyền hình The Worst Witch và phần nối tiếp Weirdsister College. Sau đó cô bỏ ngỏ sự nghiệp diễn xuất một thời gian để theo học tại trường Cao đẳng Wadham, Oxford, nơi cô đã biểu diễn trong vở The Comedy of Errors của Shakespeare cho Hiệp hội Sân khấu Đại học Oxford. Cô cũng vào vai nhân vật Emma Grundy trong chương trình phát thanh The Archers của đài BBC. Năm 2008, cô xuất hiện trong vở kịch The Chalk Garden của nhà hát Donmar Warehouse.
Kể từ năm 2006, Jones đã tham gia diễn xuất trong nhiều dự án điện ảnh, có thể kể đến Northanger Abbey (2007), Brideshead Revisited (2008), Chéri (2009) và The Tempest (2010). Diễn xuất của cô trong phim điện ảnh Like Crazy năm 2011 nhận được nhiều lời khen ngợi từ giới chuyên môn, đồng thời cũng giúp cô nhận được một số giải thưởng, trong đó có cả giải đặc biệt của ban giám khảo Liên hoan phim Sundance 2011. Năm 2014, vai diễn Jane Hawking của cô trong bộ phim Thuyết yêu thương cũng tạo được nhiều ấn tượng với giới chuyên môn, mang về cho cô nhiều đề cử từ Giải Quả cầu vàng, Giải SAG, Giải BAFTA và Giải Oscar cho Nữ diễn viên chính xuất sắc nhất. Năm 2016, Jones xuất hiện trong ba phim điện ảnh Hỏa ngục, Lời thỉnh cầu Quái vật, và Rogue One: Star Wars ngoại truyện với vai diễn Jyn Erso.

## Tiểu sử
Jones được sinh ra và lớn lên tại Bournville ở miền nam of Birmingham, Anh. Mẹ cô là một nhân viên tiếp thị và cha cô là một nhà báo. Bác của cô làm về kịch nghệ, là người đã tạo nên niềm yêu thích của Jones đối với nghề diễn xuất.
Cô theo học tiếng Anh tại trường Cao đẳng Wadham, Oxford. Cô đã tham gia nhiều vở kịch sinh viên, trong đó có vở Attis mà cô tham gia với vai chính, và vở The Comedy of Errors của Shakespeare cho chuyền lưu diễn tại Nhật của Hiệp hội Sân khấu Đại học Oxford, cùng với Harry Lloyd.

## Sự nghiệp
Cô được nhiều người biết đến với vai diễn Ethel Hallow, nhân vật nữ chính phản diện trong loạt phim dành cho thiếu nhi ăn khách của truyền hình Anh Quốc hợp tác với Candana The Worst Witch (1998-2001), nhờ lối diễn xuất tự nhiên và thu hút nên cô đã để lại những ấn tượng khá tốt trong lòng khán giả xem truyền hình. Nhưng cô lại nhanh chóng rời khỏi bộ phim sau khi kết thúc phần đầu tiên vì lý do cá nhân, chính vì thế mà đoàn làm phim đã nhanh chóng tìm kiếm và thay đổi người, nhân vật Ethel Hallow do cô từng thủ vai sau đó đã được giao lại cho Katy Allen thể hiện ở hai phần tiếp theo của loạt phim. Nhưng một thời gian sau, cô đã quay trở lại và tiếp tục hoàn thành nốt vai diễn Ethel Hallow của mình trong phần cuối cùng của loạt phim, Weirdsister College (2001). Jones ngoài ra còn được biết đến nhiều thông qua các vai diễn đầy ấn tượng trong các bộ phim truyền hình The Treasure Seekers, Servants, Cape Wrath, và lồng tiếng cho nhân vật Jyn Erso trong loạt phim hoạt hình mạng Star Wars Forces of Destiny.
Cô từng được mời làm gương mặt đại diện mới của hãng thời trang nổi tiếng Anh quốc Burberry, đã đánh bại rất nhiều những diễn viên, người mẫu và ca sĩ Anh quốc khác để lọt vào mắt xanh của giám đốc sáng tạo Burberry, Christopher Bailey nhờ nét quyến rũ cổ điển của mình. Năm 2011, cô thủ vai nhân vật Miranda trong bộ phim The Tempest (2011) được chuyển thể từ tiểu thuyết cùng tên của nhà văn William Shakespeare. Cô còn tham gia vào bộ phim The Invisible Woman với việc thủ vai nhân vật nữ chính đầy nội tâm Nelly Ternan và một vai diễn nhỏ trong phim điện ảnh Người Nhện siêu đẳng 2: Sự trỗi dậy của Người Điện (2014).
Một trong những điểm nhấn trong sự nghiệp diễn xuất của Jones là vai diễn Jane Hawking trong Thuyết yêu thương, một bộ phim tự truyện về cuộc đời và mối tình giữa Jane và nhà vật lý lí thuyết nổi tiếng thế giới Stephen Hawking, với Eddie Redmayne vào vai Hawking. Sau khi được người đại diện của mình giới thiệu cho phần kịch bản, Jones đã đọc toàn bộ bản thảo trong một lần đọc, và rất yêu thích vì đây là "một chuyện tình chứ không phải là một bản tự truyện từ đầu chí cuối." Cô tham gia ứng tuyển cho vai diễn, và đạo diễn James Marsh đã nhận cô ngay lúc đó, điều này làm Jones ngạc nhiên vì bình thường cô phải đợi vài tuần để được xác nhận cho một vai diễn nào đó. Jones đã được gặp Jane Hawking và được bà giúp đỡ rất nhiều cho vai diễn. Diễn xuất của cô và Redmayne nhận được vô số lời khen ngợi từ giới chuyên môn và từ công chúng, giúp Jones nhận được đề cử Giải Oscar cho nữ diễn viên chính xuất sắc nhất, Giải BAFTA cho nữ diễn viên chính xuất sắc nhất, Giải Quả cầu vàng cho nữ diễn viên phim chính kịch xuất sắc nhất, Giải BFCA cho nữ diễn viên chính xuất sắc nhất và Giải SAG cho nữ diễn viên chính xuất sắc nhất.
Tháng 2 năm 2015, Jones được tuyển vào vai diễn Jyn Erso trong phần phim ngoại truyện của thương hiệu Star Wars mang tên Rogue One: Star Wars ngoại truyện, do Gareth Edwards đạo diễn. Người đại diện của Jones đã gợi ý cho cô vai diễn này, và cô cảm thấy thích thú trước hành trình tìm hiểu nguồn gốc bản thân của nhân vật này. Phim được công chiếu vào tháng 12 năm 2016 với nhiều lời khen ngợi và hiệu ứng tích cực từ giới phê bình điện ảnh cũng như khán giả, và đã thu về hơn 1 tỉ USD toàn cầu. Cũng trong năm 2016, Jones xuất hiện trong bộ phim trinh thám Hỏa ngục, vào vai bác sĩ phụ tá của giáo sư Robert Langdon. Theo lời đạo diễn Ron Howard, điều kiện duy nhất của Jones khi ký hợp đồng với bộ phim là bảo đảm cho cô có một ngày nghỉ để cô có thể đến xem đứa con mới chào đời của anh trai mình. Sau khi đồng ý với vai diễn, cô đã tới tham quan các bảo tàng và khu triển lãm để hiểu thêm về nhân vật của mình.

## Danh sách phim

### Phim điện ảnh
| Năm  | Tiêu đề                          | Vai                 | Ghi chú                | Tham khảo     |
| ---- | -------------------------------- | ------------------- | ---------------------- | ------------- |
| 2008 | Flashbacks of a Fool             | Young Ruth          |                        | [ 12 ]        |
| 2008 | Brideshead Revisited             | Cordelia Flyte      |                        | [ 13 ]        |
| 2009 | Chéri                            | Edmée               |                        | [ 14 ]        |
| 2010 | Cemetery Junction                | Julie Kendrick      |                        | [ 15 ]        |
| 2010 | Soulboy                          | Mandy Hodgson       |                        | [ 16 ]        |
| 2010 | The Tempest                      | Miranda             |                        | [ 17 ]        |
| 2011 | Chalet Girl                      | Kim Matthews        |                        | [ 18 ]        |
| 2011 | Like Crazy                       | Anna Gardner        |                        | [ 19 ]        |
| 2011 | Albatross                        | Beth Fischer        |                        | [ 20 ]        |
| 2011 | Hysteria                         | Emily Dalrymple     |                        | [ 21 ]        |
| 2012 | Cheerful Weather for the Wedding | Dolly Thatchem      |                        | [ 22 ]        |
| 2013 | Breathe In                       | Sophie              |                        | [ 23 ]        |
| 2013 | The Invisible Woman              | Nelly Ternan        |                        | [ 24 ]        |
| 2014 | The Amazing Spider-Man 2         | Felicia Hardy       |                        | [ 25 ]        |
| 2014 | The Theory of Everything         | Jane Wilde Hawking  |                        | [ 26 ]        |
| 2015 | True Story                       | Jill Barker         |                        | [ 27 ]        |
| 2016 | Collide                          | Juliette            |                        | [ 28 ] [ 29 ] |
| 2016 | A Monster Calls                  | Mum                 |                        | [ 30 ]        |
| 2016 | Inferno                          | Sienna Brooks       |                        | [ 31 ]        |
| 2016 | Rogue One: A Star Wars Story     | Jyn Erso            |                        | [ 32 ]        |
| 2018 | Leading Lady Parts               | Chính cô            | Phim ngắn              | [ 33 ]        |
| 2018 | On the Basis of Sex              | Ruth Bader Ginsburg |                        | [ 34 ]        |
| 2019 | The Aeronauts                    | Amelia Wren         |                        | [ 35 ]        |
| 2020 | Dragon Rider                     | Sorrell             | Lồng tiếng             | [ 36 ]        |
| 2020 | The Midnight Sky                 | Iris Sullivan       |                        | [ 37 ]        |
| 2021 | The Last Letter from Your Lover  | Ellie Haworth       | Đồng giám đốc sản xuất | [ 38 ]        |
| TBA  | Borderland                       |                     | Đang ghi hình          | [ 39 ]        |

### Phim truyền hình
| Năm       | Tiêu đề                     | Vai                | Ghi chú                         | Tham khảo |
| --------- | --------------------------- | ------------------ | ------------------------------- | --------- |
| 1996      | The Treasure Seekers        | Alice Bastable     | Phim truyền hình                | [ 40 ]    |
| 1998–1999 | The Worst Witch             | Ethel Hallow       | 11 tập                          | [ 41 ]    |
| 2001      | Weirdsister College         | Ethel Hallow       | 13 tập                          | [ 42 ]    |
| 2003      | Servants                    | Grace May          | 6 tập                           | [ 43 ]    |
| 2007      | Northanger Abbey            | Catherine Morland  | Phim truyền hình                | [ 44 ]    |
| 2007      | Cape Wrath                  | Zoe Brogan         | 8 tập                           | [ 45 ]    |
| 2008      | Doctor Who                  | Robina Redmond     | Tập: "The Unicorn and the Wasp" | [ 46 ]    |
| 2009      | The Diary of Anne Frank     | Margot Frank       | 5 tập                           | [ 47 ]    |
| 2011      | Page Eight                  | Julianne Worricker | Phim truyền hình                | [ 48 ]    |
| 2014      | Salting the Battlefield     | Julianne Worricker | Phim truyền hình                | [ 49 ]    |
| 2014      | Girls                       | Dottie             | Tập: "Role-Play"                | [ 50 ]    |
| 2017      | Star Wars Forces of Destiny | Jyn Erso           | Lồng tiếng; 2 tập               | [ 51 ]    |

## Sân khấu
| Năm       | Tên              | Rạp hát             | Vai          | Tham khảo |
| --------- | ---------------- | ------------------- | ------------ | --------- |
| 2005–2006 | The Snow Queen   | Newbury Theatre     | Gerda        | [ 52 ]    |
| 2007      | That Face        | Royal Court Theatre | Mia          | [ 53 ]    |
| 2008      | The Chalk Garden | Donmar Warehouse    | Laurel       | [ 54 ]    |
| 2011      | Luise Miller     | Donmar Warehouse    | Luise Miller | [ 55 ]    |